# Vjačeslav Olijnyk
Vjačeslav Mykolajovyč Olijnyk (Olejnik) (* 27. dubna 1966) je bývalý ukrajinský zápasník – klasik, olympijský vítěz z roku 1996.

## Sportovní kariéra
Pochází z oblasti Ukrajiny, kde se tradičně zápasníci specializují na klasický styl zápasení. Zápasení se věnoval od 6 let v rodném Ždanově (dnešní Mariupol). Jeho osobním trenérem byl Nikolaj Pantazi. V sovětské reprezentaci klasiků se dostal do užšího výběru váhové kategorie do 90 kg od roku 1989. O pozici reprezentační jedničky bojoval především s uljanovským Pavlem Potapovem. V roce 1992 však jeho i Potapova v nominaci Společenství nezávislých států na olympijské hry v Barceloně předčil Gruzín Giorgi Koguašvili.
Od roku 1993 reprezentoval nezávislou Ukrajinu. V roce 1996 se pod vedením reprezentačního trenéra Gennadije Uzuna kvalifikoval na olympijské hry v Atlantě. Od úvodního kola potvrzoval výbornou formu, ve čtvrtfinále porazil 4:2 na technické body obhájce zlaté olympijské medaile Němce Maika Bullmanna. V semifinále porazil Turka Hakkı Başara 3:0 na technické body a postoupil do finále proti Poláku Jacku Fafińskému. Hned v úvodních sekundách pětiminutového finálového zápasu se ujal vedení 1:0 na technické body vytlačením soupeře ze žíněnky a po minutě koršunem v parteru navýšil vedení na 2:0. Začátkem čtvrté minuty se soupeřem dostal do kontaktu (klinče), ze kterého předním zvratem poslal Fafińského na žíněnku za 4 technické body. Vysoký bodový náskok 6:0 udržel do konce hrací doby a získal zlatou olympijskou medaili.
Od roku 1997 Mezinárodní zápasnická federace spojila jeho váhovou kategorii do 90 kg s váhovou kategorií do 100 kg. V nové váze do 97 kg se v konkurenci talentovaného Davita Saldadzeho neprosazoval. V roce 2000 se mu při ukrajinské olympijské nominaci podařilo shodit do nižší váhové kategorie do 85 kg a startoval v této váze jako tajný ukrajinský trumf na olympijských hrách v Sydney. V základní skupině však prohrál úvodní zápas s Rusem Alexandrem Menšikovem 0:2 na technické body a nepostoupil do vyřazovacích bojů. Se sportovní kariérou se rozloučil v roce 2003. Věnuje se trenérské a politické práci v rodném Mariupolu.

## Výsledky
| Turnaj             | Sovětský svaz | Sovětský svaz | Sovětský svaz | Sovětský svaz | Sovětský svaz | Sovětský svaz | Ukrajina | Ukrajina | Ukrajina | Ukrajina | Ukrajina | Ukrajina | Ukrajina | Ukrajina | Ukrajina |
| Turnaj             | 1986          | 1987          | 1988          | 1989          | 1990          | 1991          | 1992     | 1993     | 1994     | 1995     | 1996     | 1997     | 1998     | 1999     | 2000     |
| Turnaj             | 20            | 21            | 22            | 23            | 24            | 25            | 26       | 27       | 28       | 29       | 30       | 31       | 32       | 33       | 34       |
| Turnaj             | -82           | -90           | -90           | -90           | -90           | -90           | -90      | -90      | -90      | -90      | -90      | -97      | -97      | -97      | -85      |
| ------------------ | ------------- | ------------- | ------------- | ------------- | ------------- | ------------- | -------- | -------- | -------- | -------- | -------- | -------- | -------- | -------- | -------- |
| Olympijské hry     |               |               | —             |               |               |               | —        |          |          |          | 1.       |          |          |          | úč.      |
| Mistrovství světa  | —             | —             |               | —             | 3.            | —             |          | ?        | 2.       | úč.      |          | 6.       | —        | —        |          |
| Mistrovství Evropy | —             | —             | —             | —             | —             | —             | úč.      | ?        | 1.       | 3.       | 3.       | úč.      | —        | —        | —        |
| ME nadějí          | 1.            |               |               |               |               |               |          |          |          |          |          |          |          |          |          |